# エジプトの大統領
エジプトの大統領（エジプトのだいとうりょう、アラビア語: رئيس جمهورية مصر العربية）は、エジプト・アラブ共和国の元首たる大統領である。

## 概要
エジプト軍の最高司令官を兼務する。

## 選出
国民の直接選挙で選出。

## 任期
4年であるが、2019年の憲法改正で6年に延長された。2期まで選出可能。
共和政発足直後は任期6年で再選制限は無く、大統領は事実上の終身制となっていた。その後、任期は4年で再選は1回まで（合計2期8年）と制限されたが、2019年の憲法改正で6年に延長されることとなった。

## 大統領の一覧
エジプト革命によって王政が打倒され、共和政に移行すると、国家元首として大統領が設置された。2019年の憲法改正により、任期は6年となっている。共和政移行後、国号はエジプト共和国（1953年 - 1958年）、アラブ連合共和国（1958年 - 1971年）、エジプト・アラブ共和国（1971年 - 現在）と変遷した。以下の一覧における大統領の代数は共和政期を通じてのものである。
| エジプト共和国 (1953-1958)         |                                                                             |                    |                               |                               |                                |                                 |                                   |
| 代                                 | 大統領                                                                      | 大統領             | 所属政党                      | 期                            | 在任期間                       | 在任期間                        | 備考                              |
| 001                                | ムハンマド・ナギーブ محمد نجيب Mohamed Naguib                               |                    | 解放委員会 （軍人）           | －                            | 1953年6月18日 - 1954年11月14日 | 1年 + 149日                     | 任期満了前に解任                  |
| 00－                               | ガマール・アブドゥル＝ナーセル جمال عبد الناصر Gamal Abdel Nasser           |                    | 解放委員会 （軍人）           | －                            | 1954年11月14日 - 1956年6月25日 | 1年 + 224日                     | 暫定元首 （革命指導評議会議長）   |
| 002                                | ガマール・アブドゥル＝ナーセル جمال عبد الناصر Gamal Abdel Nasser           | 解放委員会         | 1                             | 1956年6月25日 - 1957年5月28日 | 1年 + 242日                    |                                 |                                   |
| 0(2)                               | ガマール・アブドゥル＝ナーセル جمال عبد الناصر Gamal Abdel Nasser           | 国民連合           | 1                             | 1957年5月28日 - 1958年2月22日 | 1年 + 242日                    | 新党結成                        |                                   |
| アラブ連合共和国 (1958-1971)       |                                                                             |                    |                               |                               |                                |                                 |                                   |
| 代                                 | 大統領                                                                      | 大統領             | 所属政党                      | 期                            | 在任期間                       | 在任期間                        | 備考                              |
| 0(2)                               | ガマール・アブドゥル＝ナーセル جمال عبد الناصر Gamal Abdel Nasser           |                    | 国民連合                      | 1                             | 1958年2月22日 - 1962年12月1日  | 12年 + 218日 （計 14年 + 95日） |                                   |
| 0(2)                               | ガマール・アブドゥル＝ナーセル جمال عبد الناصر Gamal Abdel Nasser           | アラブ社会主義連合 | 1962年12月1日 - 1965年3月15日 | 1                             | 新党結成                       | 12年 + 218日 （計 14年 + 95日） |                                   |
| 0(2)                               | ガマール・アブドゥル＝ナーセル جمال عبد الناصر Gamal Abdel Nasser           | アラブ社会主義連合 | 2                             | 1965年3月15日 - 1970年9月28日 | 在任中に死去                   | 12年 + 218日 （計 14年 + 95日） |                                   |
| 00－                               | アンワル・アッ＝サーダート أنور السادات Anwar Sadat                         |                    | 2                             | アラブ社会主義連合            | 1970年9月28日 - 1970年10月15日 | 17日                            | 大統領代行 （副大統領）           |
| 003                                | アンワル・アッ＝サーダート أنور السادات Anwar Sadat                         | 3                  | 1970年10月15日 - 1971年9月2日 | アラブ社会主義連合            | 322日                          |                                 |                                   |
| エジプト・アラブ共和国 (1971-現在) |                                                                             |                    |                               |                               |                                |                                 |                                   |
| 代                                 | 大統領                                                                      | 大統領             | 所属政党                      | 期                            | 在任期間                       | 在任期間                        | 備考                              |
| 0(3)                               | アンワル・アッ＝サーダート أنور السادات Anwar Sadat                         |                    | アラブ社会主義連合            | －                            | 1971年9月2日 - 1976年10月2日   | 10年 + 34日 （計 10年 + 356日） |                                   |
| 0(3)                               | アンワル・アッ＝サーダート أنور السادات Anwar Sadat                         | 1                  | アラブ社会主義連合            | 1976年10月2日 - 1978年10月2日 |                                | 10年 + 34日 （計 10年 + 356日） |                                   |
| 0(3)                               | アンワル・アッ＝サーダート أنور السادات Anwar Sadat                         | 1                  | 国民民主党                    | 1978年10月2日 - 1981年10月6日 | 新党結成在任中に死去           | 10年 + 34日 （計 10年 + 356日） |                                   |
| 00－                               | スーフィー・アブー・ターリブ صوفى أبو طالب Sufi Abu Taleb                   | 1                  |                               | 国民民主党                    | 1981年10月6日 - 1981年10月14日 | 8日                             | 大統領代行 （人民議会議長）       |
| 004                                | ホスニー・ムバーラク حسني مبارك Hosni Mubarak                               |                    | 国民民主党                    | 2                             | 1981年10月14日 - 1987年10月5日 | 29年 + 120日                    |                                   |
| 004                                | ホスニー・ムバーラク حسني مبارك Hosni Mubarak                               | 3                  | 国民民主党                    | 1987年10月5日 - 1993年10月4日 |                                | 29年 + 120日                    |                                   |
| 004                                | ホスニー・ムバーラク حسني مبارك Hosni Mubarak                               | 4                  | 国民民主党                    | 1993年10月4日 - 1999年9月26日 |                                | 29年 + 120日                    |                                   |
| 004                                | ホスニー・ムバーラク حسني مبارك Hosni Mubarak                               | 5                  | 国民民主党                    | 1999年9月26日 - 2005年9月27日 |                                | 29年 + 120日                    |                                   |
| 004                                | ホスニー・ムバーラク حسني مبارك Hosni Mubarak                               | 6                  | 国民民主党                    | 2005年9月27日 - 2011年2月11日 | 任期満了前に辞任               | 29年 + 120日                    |                                   |
| 00－                               | ムハンマド・フセイン・タンターウィー محمد حسين طنطاوى Muhammad Tantawi      |                    | 無所属 （軍人）               | －                            | 2011年2月11日 - 2012年6月30日  | 1年 + 140日                     | 元首代行 （軍最高評議会議長）     |
| 005                                | ムハンマド・ムルシー محمد مرسي Mohamed Morsi                                |                    | 自由と公正党                  | 7                             | 2012年6月30日 - 2013年7月3日   | 1年 + 3日                       | 任期満了前に解任                  |
| 00－                               | アドリー・マンスール عدلي منصور Adly Mansour                                |                    | 無所属                        | －                            | 2013年7月4日 - 2014年6月8日    | 339日                           | 暫定大統領 （最高憲法裁判所長官） |
| 006                                | アブドルファッターフ・アッ＝シーシー عبد الفتاح السيسى Abdel Fattah el-Sisi |                    | 無所属                        | 8                             | 2014年6月8日 - 2018年6月2日    | 11年 + 3日                      |                                   |
| 006                                | アブドルファッターフ・アッ＝シーシー عبد الفتاح السيسى Abdel Fattah el-Sisi | 9                  | 無所属                        | 2018年6月2日 - （現職）       |                                | 11年 + 3日                      |                                   |